# Johnny Russell (Fußballspieler, 1990)
Jonathan „Johnny“ Russell (* 8. April 1990 in Glasgow) ist ein schottischer Fußballspieler, der seit 2018 bei Sporting Kansas City unter Vertrag steht. 

## Karriere

### Dundee United
Der aus der eigenen Jugend stammende Johnny Russell debütierte am 12. Mai 2007 für Dundee United bei einer 0:2-Niederlage beim FC Falkirk. Im August 2008 wechselte er auf Leihbasis zu Forfar Athletic und erzielte bis Jahresende vier Tore in neun Ligaspielen. Zu Beginn der Saison 2009/10 erfolgte ein weiteres Ausleihgeschäft zum Zweitligisten Raith Rovers. 
Im Verlauf der Scottish Premier League 2010/11 etablierte sich Russell (29 Ligaspiele/9 Tore) als Stammspieler bei Dundee United und erreichte mit dem Erstligisten den vierten Tabellenplatz. Nach erneut neun Treffern in der anschließenden Spielzeit, erzielte er 2012/13 dreizehn Treffer.

### Derby County
Am 10. Juni 2013 wechselte Johnny Russell zum englischen Zweitligisten Derby County und unterzeichnete einen Vierjahresvertrag. Er trägt dort die Rückennummer 11.